# Storagetek
Storage Technology Corporation (StorageTek or STK), fue una compañía tecnológica especializada en tecnología de almacenamiento de datos con sede central en Louisville, Colorado (Estados Unidos), y con plantas de fabricación en Ponce (Puerto Rico), Linlithgow (Escocia) y Toulousse (Francia). Entre sus productos de mayor éxito cabe destacar las librerías automáticas de cinta para soluciones de backup y los sistemas virtuales de cinta para entornos mainframe (VSM, Virtual Storage Manager). Fue adquirida por Sun Microsystems en agosto de 2006, que mantuvo el nombre comercial "StorageTek" para su línea de productos de almacenamiento y respaldo. Posteriormente Sun Microsystems fue adquirida por la compañía de software Oracle, en enero de 2010.

## Breve Historia

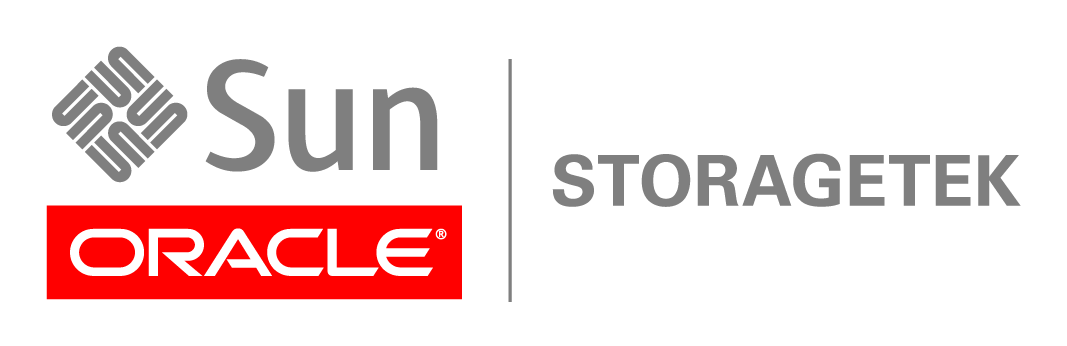
Logo de Oracle StorageTek desde 2010

StorageTek fue fundada en el año 1969 por cuatro ingenieros procedentes de la multinacional IBM: Jesse Awieda, Juan Rodríguez, Thomas S. Kavanagh y Zoltan Herger. La empresa se denominó inicialmente "Storage Technology Corporation", pero a partir de 1983 pasó a ser conocida como StorageTek. Nació con la idea de competir con la predominancia de IBM en tecnologías de almacenamiento en cinta magnética y posteriormente se expandió a competir en el mercado de impresoras. En los años 70, StorageTek lanzó con éxito su división de productos de almacenamiento en disco.
Una serie de fracasos sucesivos, incluido un intento fallido por desarrollar un sistema mainframe compatible IBM y el desarrollo de una línea de discos ópticos, llevaron a la compañía a la bancarrota (US Chapter 11) en 1984. 
La confianza de un nuevo grupo de inversores permitió relanzar nuevamente la compañía, focalizada en la fabricación de librerías automatizadas de cinta, un sistema que permitía almacenar los cartuchos de cinta magnética en silos mediante la utilización de un brazo de robot inteligente. StorageTek emergió nuevamente en 1987 como un jugador dominante en el mercado de librerías automatizadas de cintas. Sus productos más importantes fueron el Powderhorn 9310, un silo con tecnología capaz de albergar hasta 96 000 cartuchos de cinta, y las unidades de cinta STK T9840 y T9940.
En 1999 sacó al mercado su solución de cinta virtual para entornos mainframe conocida como VSM, de sus siglas en inglés Virtual Storage Manager, producto con el cual llegó a dominar el mercado de cinta virtual. 
En el año 2005 lanzó al mercado su librería automatizada de cintas StreamLine™ SL8500, destinada a consolidar los entornos de cinta magnética de toda la empresa, gracias a su capacidad para conectarse simultáneamente a múltiples servidores, tanto mainframes como servidores Unix, Linux, o Windows. Ese mismo año lanzaba también su unidad de cinta magnética de alta capacidad StorageTek T10000 Timberline, un sistema de cinta que comenzaba con capacidad para almacenar hasta 50 GB de datos en un mismo cartucho, con una velocidad de transferencia de 120 MB/s.
StorageTek adquirió numerosas compañías tecnológicas del mundo del almacenamiento, entre las que destacan Documation (1980), Aspen Peripherals Corporation (1989), Network Systems Corporation (1995), Storability (2005) y NetIX (2005)
El 2 de junio de 2005, Sun Microsystems (NASDAQ: JAVA) anunciaba la compra de Storage Technology Corporation ("StorageTek") por un total de 4100 millones de dólares en metálico, pagando un importe de 37,00 dólares por cada acción. En aquel momento, StorageTek estaba dirigida por Pat Martin, CEO. La adquisición se completó el 31 de agosto de 2005.
El 27 de enero de 2010, Sun Microsystems fue adquirida por Oracle Corporation (NASDAQ: ORCL) por un total de 7400 millones de dólares, o 9,5 dólares por acción, mediante un acuerdo entre ambas compañías de fecha 20 de abril de 2009.

## Hitos Tecnológicos en StorageTek
- 1970 - StorageTek lanza al mercado su primer producto, la unidad de cinta 2450/2470.
- 1971 - StorageTek lanza su dispositivo de almacenamiento en cinta 3400
- 1973 - StorageTek funda su división de almacenamiento en disco
- 1974 - StorageTek comienza la comercialización de su unidad de cinta 3600
- 1975 - StorageTek comienza la comercialización de su unidad primer disco 8000 Super Disk y anuncia el primer sistema de disco 8350
- 1978 - StorageTek desarrolla el disco de estado sólido
- 1984 - StorageTek anuncia la bancarrota. En se relanzamiento se concentra en el mercado de automatización de cinta
- 1986 - StorageTek desarrolla el primer disco de caché
- 1987 - StorageTek develops tape automation and emerges from Chapter 11.
- 1994 - StorageTek desarrolla el primer disco virtual
- 1998 - StorageTek anuncia la serie de discos Flexline
- 2001 - StorageTek desarrolla la tecnología de cinta virtual
- 2002 - StorageTek anuncia el BladeStore, el primer disco basado en tecnologías ATA.
- 2003 - StorageTek anuncia el EchoView, una solución para protección continua de datos basada en un appliance de disco que elimina la ventana de backup
- 2005 - StorageTek anuncia la libraería StreamLine SL8500 modular library system..

## Productos
- Librerías de cintas: L700, L700e, L180, L5500, SL500, SL3000, SL8500
- Unidades de cinta: StorageTek 9940, 9840C, T9840D, T10000A, T10000B, T10000C
- Unidades de cinta (rebranded): LTO, SDLT, DLT
- Disk arrays: ST9990, ST9985, ST6540, ST6140
- Fibre Channel, SAS, RAID and SCSI HBAs.